# Dombrücke (Breslau)
Die Dombrücke (polnisch most Tumski, auch most Katedralny) verbindet in Breslau die Sandinsel (Wyspa Piasek) über den rechten Arm der Oder hinweg mit dem nach wie vor Dominsel (Ostrów Tumski) genannten Stadtviertel (das Anfang des 19. Jahrhunderts mit dem rechten Flussufer verbunden wurde).

## Geschichte
Erste urkundliche Erwähnungen einer hölzernen Brücke an dieser Stelle stammen aus dem 12. Jahrhundert. Die Brücke war die Grenze zwischen dem Einflussgebiet der städtischen Verwaltung und dem des Breslauer Bischofs. Während einer Prozession am Palmsonntag 1423 stürzte die hölzerne Brücke ein, wobei zahlreiche Menschen ertranken. Im Lauf der Jahrhunderte wurde sie mehrfach erneuert, im 19. Jahrhundert zeitweise auch als hölzerne Klappbrücke.
Die heutige Brücke entstand zwischen 1888 und 1890. Sie wurde erstmals auf einem steinernen Pfeiler mit einem schmiedeeisernen Überbau angelegt. 1893 wurden die von Gustav Grunenberg geschaffenen steinernen Figuren der Hl. Hedwig und des Johannes Baptist aufgestellt.
Während der Schlacht um Breslau im Zweiten Weltkrieg wurde die Brücke leicht beschädigt. Die Schäden wurden bereits Ende 1945 wieder beseitigt. 1976 wurde die Brücke in das Denkmalregister der Stadt aufgenommen. Die letzte Renovierung der Brücke erfolgte 1992.

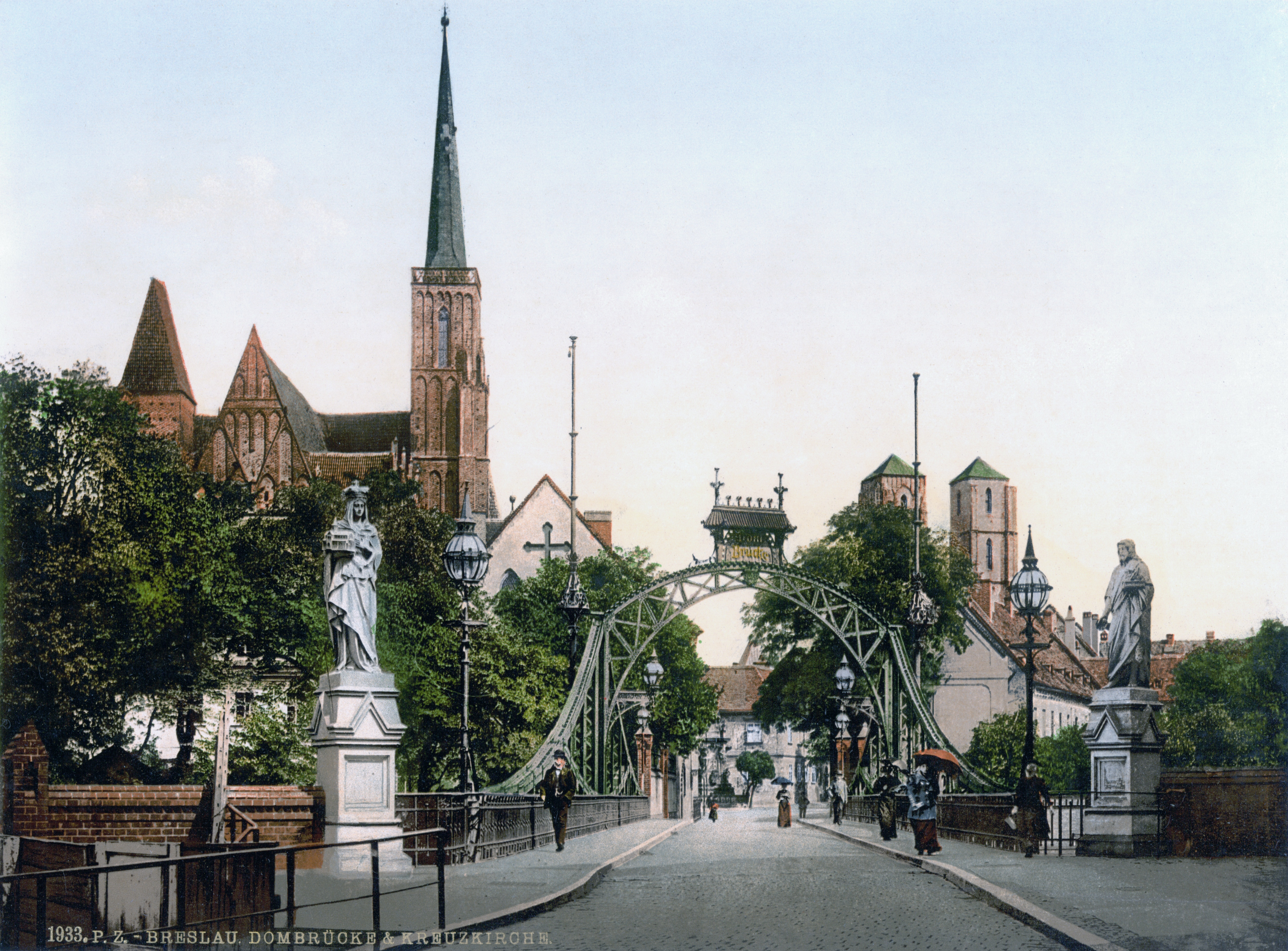
Historische Aufnahme von 1890
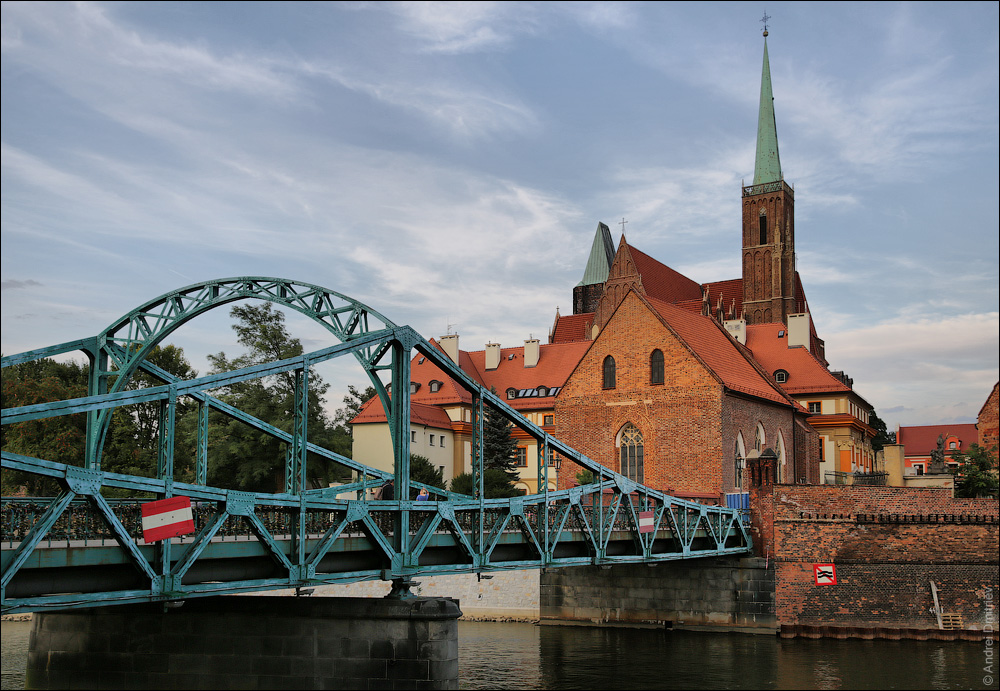
Blick auf die Dombrücke in Richtung Dominsel mit der St.-Peter-und-Paul-Kirche und der Kreuzkirche im Hintergrund
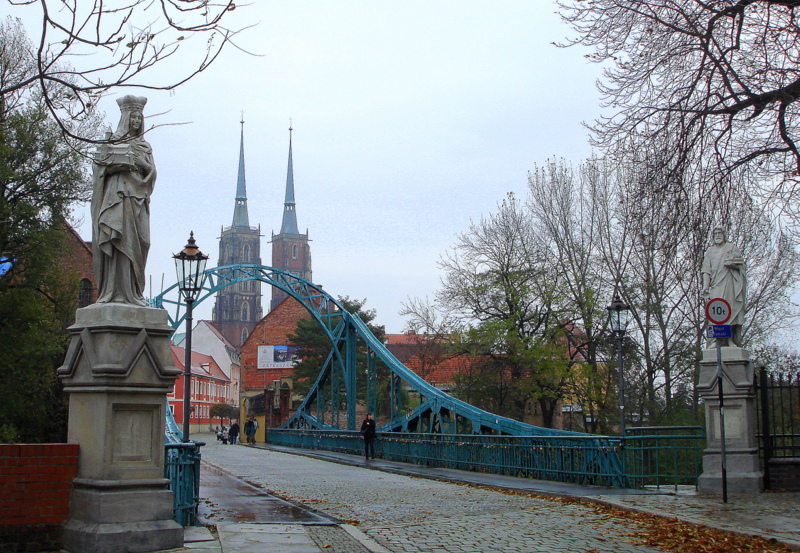
Die Brücke mit den beiden Statuen der Hl. Hedwig und Johannes der Täufer
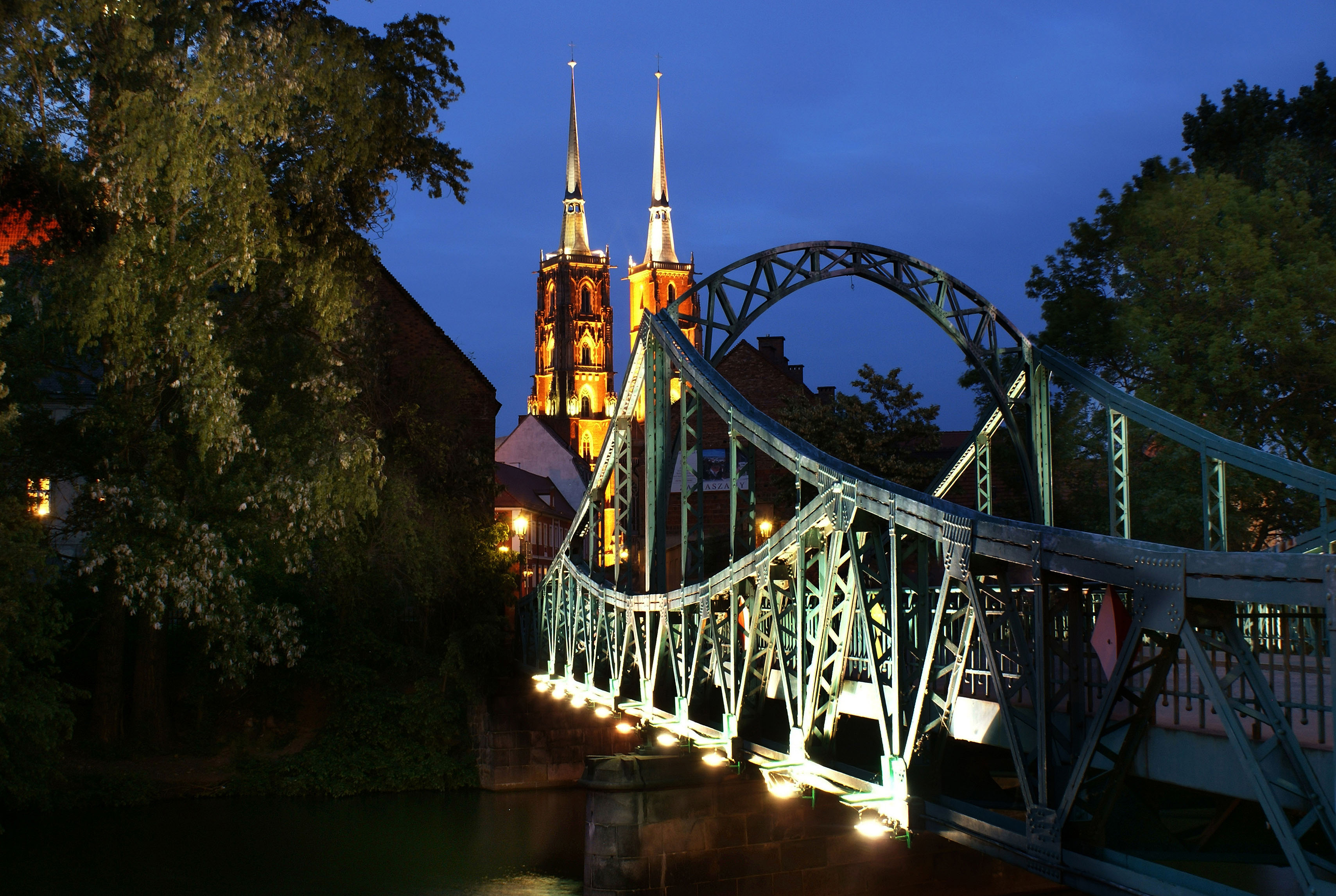
Nachtansicht der Brücke
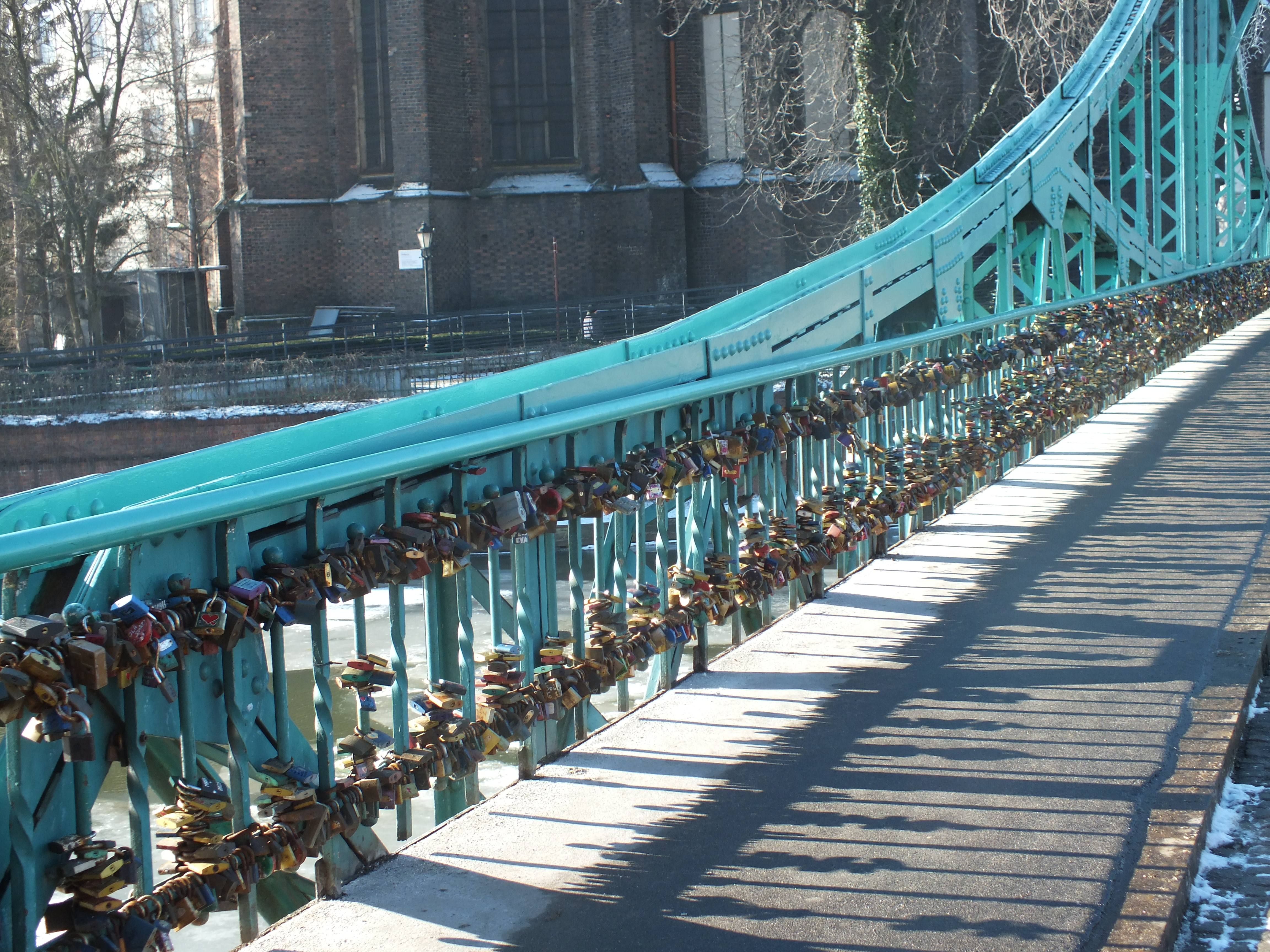
Liebesschloss

## Beschreibung
Die unter der Leitung des Stadtbaurates Alfred von Scholtz erstellte Planung beruhte auf dem von Heinrich Gerber für die Mannheimer Neckarbrücke (Friedrichsbrücke) eingereichten Wettbewerbsbeitrag, der 1887 veröffentlicht worden war, wobei die mittlere der dortigen drei Öffnungen weggelassen und das Tragwerk auf die nur zwei Öffnungen mit etwas kürzeren Spannweiten der Dombrücke angepasst wurde. Außerdem musste berücksichtigt werden, dass die Brücke schräg über den Oderarm verläuft und im Grundriss deshalb kein Rechteck, sondern ein Parallelogramm bildet. Der die ganze Breite der Brücke einnehmende steinerne Pfeiler steht deshalb nicht im rechten Winkel quer zur Fahrbahn, sondern im Zuge der Strömung parallel zu den Ufermauern.
Der Überbau erinnert in ihrer Linienführung an eine Kettenbrücke, ist aber eine Auslegerbrücke mit schmiedeeisernen Fachwerkträgern. Die Eisenteile wurden in der Pielahütte bei Rudzinitz (Rudziniec) in der Nähe von Gleiwitz (Gliwice) hergestellt und über den Klodnitzkanal (Kanał Kłodnicki) nach Breslau transportiert. Die Brücke ist insgesamt 52,19 m lang, ihre beiden Öffnungen haben Spannweiten von 25,19 m und 25,93 m. Sie ist nach oben vollkommen offen, lediglich die Spitzen in der Mitte der Brücke sind durch einen aus Fachwerk gebildeten Querverband verbunden, der aus architektonischen Gründen in der Form eines gebogenen Portals ausgeführt wurde. Die Breite der Brücke wird allgemein mit 6,8 m angegeben. Sie ist heute für den allgemeinen Fahrzeugverkehr gesperrt.
1992 wurde sie grundlegend renoviert. Dabei wurden die ursprünglichen, den Fahrbahnbelag tragenden Zoreseisen durch orthotrope Platten ersetzt.